# Log de servidor

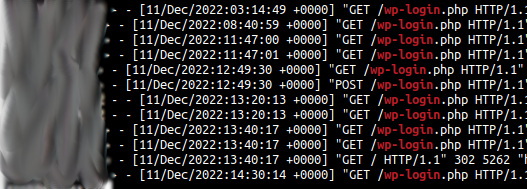
Log de acesso do Apache mostrando bots de vulnerabilidade do Wordpress

O log de servidor é um tipo de log de dados para servidores. O log de servidor é composto por uma série de arquivos que são criados e mantidos por uma infraestrutura de software. Estes arquivos contém a atividade do servidor num passado recente, e são utilizados pelo administrador do sistema para facilitar o diagnóstico de problemas ou para a verificação do estado do ambiente em determinado momento.
Em computação, log de dados é uma expressão utilizada para descrever o processo de registro de eventos relevantes num sistema computacional. Esse registro pode ser utilizado para restabelecer o estado original de um sistema ou para que um administrador conheça o seu comportamento no passado. Um arquivo de log pode ser utilizado para auditoria e diagnóstico de problemas em sistemas computacionais.
Ademais, os logs possuem grande importância para o Direito da Tecnologia da Informação. A possibilidade de identificar a autoria de ações no ambiente virtual, permitindo a responsabilização dos autores, só é possível através da análise de logs. Os logs também podem ser entendidos como provas digitais.
Muitos sistemas operativos e uma infinidade de programas de computador incluem alguma forma de log de dados. Alguns sistemas operacionais disponibilizam um serviço de log de dados chamado Syslog (descrito na RFC 3164), que filtra e registra as mensagens destinada ao log, livrando as aplicações do ônus de manter o seu sistema de log ad hoc.
O termo log em computação é tão utilizado que até no processo de se entrar no log de dados e deixar registrado todo o histórico de navegação pelo sistema utiliza-se, por questões de segurança, e registro do usuário, o famoso Login (Log + in) ou logon (Log + on) e para a saída do sistema o logoff (Log + off), ou ainda logout (Log + out).
O que se pode notar, é que, os logs de dados de  um servidor, é de insuma importância para todo e qualquer tipo de serviço, e deve ser dado manutenção periodicamente, como dizia o Analista Breno Formiga, para aquele que serve, tem de estar bem servido.